# Phalops inermis
Phalops inermis är en skalbaggsart som beskrevs av Johan Wilhelm van Lansberge 1883. Phalops inermis ingår i släktet Phalops och familjen bladhorningar. Inga underarter finns listade i Catalogue of Life.